# Feminismo descolonial

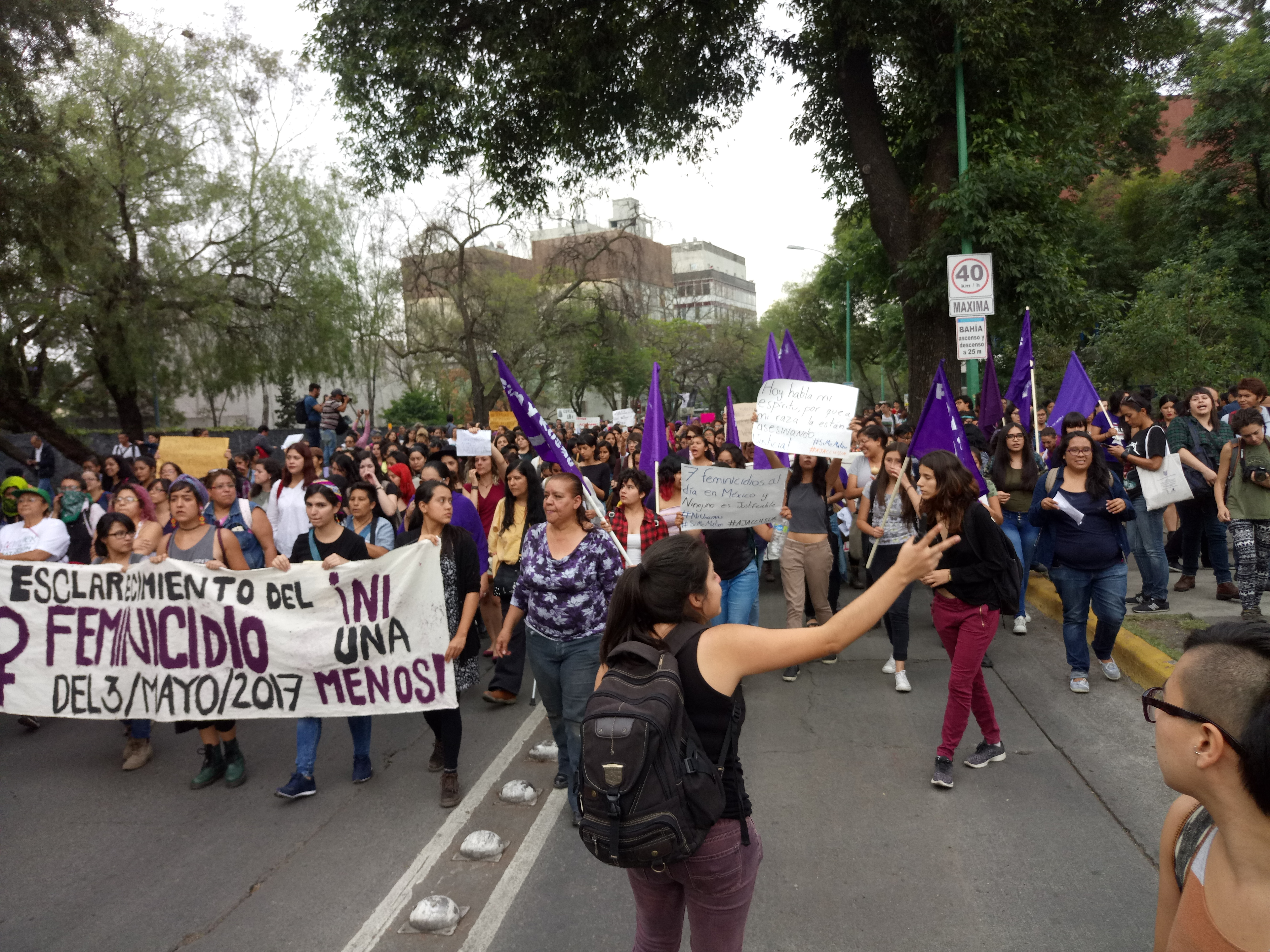
Manifestación de integrantes de colectivos feministas del 3 de mayo de 2017 en la Ciudad de México por el asesinato de Lesvy Berlín Osorio.

El feminismo descolonial o feminismo decolonial es una corriente del feminismo surgida en América Latina. Da máxima importancia a la intersección de los conflictos entre sexo/género, clase y raza. En el estudio de esa intersección, estudia el rol de las instituciones y categorías culturales impuestas por el colonialismo y el neocolonialismo y cuestiona el feminismo universalista eurocéntrico u occidental.

## Principales exponentes
Entre sus principales exponentes se encuentran María Lugones, Karina Bidaseca, Rita Segato, Ana Marcela Montanaro, Yuderkys Espinosa Miñoso, Karina Ochoa, Gladys Tzul Tzul, Adriana Guzmán, Diana Gómez Correal y Ochy Curiel, entre otras.

## Origen
Se origina teóricamente a raíz del desarrollo de posiciones críticas y contrahegemónicas sobre el colonialismo y se encauza a elaborar y adscribir un nuevo programa feminista. Se trata de un instrumento de análisis concebido para comprender mejor cómo se relacionan o se pueden relacionar las categorías de sexo, clase y raza (y etnicidad) en diferentes campos de análisis, momentos históricos y distintas disciplinas.
Es una corriente que surge a partir de la tercera ola y también se le llamó feminismo periférico, postcolonial o del tercer mundo. Es un concepto que se elabora en el marco de Estados neoliberales y de sociedades desiguales y racistas para dar cuenta de la condición de las mujeres no blancas y sus necesidades. Es decir que las protagonistas que dan sentido a esta propuesta son las mujeres que pueblan la periferia social: mujeres pobres, discapacitadas, con otra orientación sexual y, especialmente, las denominadas migrantes.

### Caminando desde y hacia un feminismo descolonial.
Existen avances teóricos que ponen la discusión sobre la situación de las mujeres en la estructura moderna/colonial. Una autora con la que se respalda al justificar el contexto que se tiene que es la subordinación de las mujeres es Elina Vuola, una de las primeras en hablar sobre este silencio, plantea que los teólogos de la liberación no identificaron las posiciones de raza y género como centrales en la configuración de los sujetos con los que trabajaban, y que fueron incapaces de responder a los retos que surgen cuando el objeto de estudio se convierte en sujeto por su propio derecho. Para ella, el “otro” es subsumido en una totalidad centrada en lo masculino que niega la existencia de las mujeres en su alteridad y diferencia, y las excluye a ellas y a sus preocupaciones teóricas y políticas (Vuola, en Escobar 2007: 192-193)
Una de las potencialidades del encuentro entre feminismo y pensamiento decolonial, está en la posibilidad de avanzar en el desmantelamiento de las posiciones eurocéntricas que siguen teniendo lugar en varias corrientes de pensamiento feminista, trayendo a colación el lenguaje de la ‘diferencia colonial.
En ese camino, los aportes de María Lugones, son importantes para la modernidad/colonialidad pues historiza, desnaturaliza y problematiza las concepciones de género que el programa modernidad/colonialidad estaba usando. En su perspectiva las preguntas por el patriarcado están en relación directa con las especificidades del sistema mundo moderno/colonial en América Latina. Primero, plantea que el patriarcado no puede concebirse como una estructura universal transhistórica y transcultural, lo cual abre la puerta a la posibilidad de que este sea transformado. Segundo, Lugones invita a evitar la réplica de entendimientos hegemónicos impuestos desde el sentido común y el ejercicio del poder de los actores sociales preponderantes- acerca del sexo y el género en los análisis decoloniales. Tercero, la autora se pregunta por qué algunos sujetos subordinados como los hombres negros han sido indiferentes a las luchas de las mujeres negras cuando sus demandas hacen parte de procesos anti dominación. Y cuarto, se interroga por la ceguera a la diferencia colonial de las feministas. Para ella esa indiferencia e invisibilización de las demandas de las mujeres negras dentro de sus comunidades, pero también dentro del feminismo, tiene que ver por una parte con la separación de las categorías de raza, género, clase y sexualidad; y por otra, con la colonialidad del poder.
Lo primero es una ceguera epistemológica que surge de la separación de estas categorías, para lo cual Lugones retoma críticamente de Crenshaw el concepto de interseccionalidad. Pensando en lo segundo, formula la idea de la existencia de un sistema de género moderno/colonial. Una parte constitutiva de ese modelo, como ya lo señalaba, es la colonialidad del poder, y en esa lógica la clasificación de las sociedades alrededor del concepto de raza. “De esa manera, la raza y el género son parte de dos poderosas ficciones de la modernidad/colonialidad para Lugones”.
Lugones plantea que los colonizadores blancos construyeron una poderosa fuerza interior en las sociedades colonizadas que les permitió cooptar a los hombres dentro de los roles patriarcales. El feminismo ha discutido centralmente la noción de feminidad de las mujeres blancas. Ese feminismo, desde su punto de vista, al no observar las diferencias, no consideró importantes las coaliciones.

## Postura de Oyèronké Oyěwùmí
Oyěwùmí es una de las más relevantes teóricas feministas africanas contemporáneas, aclamada internacionalmente por la rigurosidad y originalidad de su aporte; su obra titulada la invención de las mujeres, es importante para el estudio del feminismo descolonial. 
Se ha tenido muy poco contacto con el pensamiento africano y esto continúa así hasta el día de hoy. A pesar de que en los últimos dos o tres años se han intensificado las relaciones con África dentro de un contexto en donde va creciendo la conciencia de acercar las experiencias históricas y las luchas anti y descoloniales entre países del sur global, continua un movimiento que mira a Europa y Estados Unidos y solo conoce las verdades que estos han producido sobre África. Esto muestra la profundidad del racismo epistémico que inviste al feminismo y a las Ciencias Sociales y Humanas en general; este racismo sigue jerarquizando la producción del saber, otorgando poco valor al pensamiento producido por las mujeres negras y racializadas en general.
Así, mientras para Oyěwùmí efectivamente el género es una herencia colonial que se impone a toda la sociedad yorùbá a partir de la invasión europea, Lugones propone pensar la línea divisoria entre humano - no humano impuesta por la colonialidad como aquello que determina quienes serán considerados como sujeto de género y quiénes no. De esta manera, aunque para Lugones la colonialidad implica diferentes procesos de expansión colonial y de imposición del modelo de la modernidad, Oyěwùmí considera que el género sigue siendo algo sustantivo al mundo de lo humano (blanco), por lo que no puede leerse sino en fusión con la raza.
Por ello Oyèronké en su obra da por sentado la existencia originaria del género, así como del patriarcado. Su investigación ayuda en la tarea de des-eurocentrar el marco de mirada y de abrir otros modelos de interpretación en las formas de organización social y construcción de poder, tales como son las formas comunales de gobernación, más cercanas a nuestra experiencia histórica.
Hay una necesidad de descolonizar nuestro feminismo de manera que responda de forma más adecuada a nuestra diferencia colonial, la autora nos invita a sospechar de las verdades que se han heredado de la teorización feminista blanca y que hemos contribuido a universalizar al aplicarlas a nuestros contextos.

### La visualización del cuerpo: teorías occidentales y sujetos africanos.
En Occidente, las explicaciones biológicas parecen tener prioridad sobre otras alternativas de explicación de las diferencias de género, raza o clase; esta diferencia es entendida como degeneración. 
Por lo tanto, para quienes ocupaban posiciones de poder resultó imprescindible imponer la superioridad biológica como un medio para ratificar su privilegio y dominio sobre Otros u Otras. La diferencia se entendió como inferioridad genética y esta inferioridad, a su vez, como la razón efectiva de las situaciones de desventaja social.

#### La visualización del cuerpo.
Emerge un concepto de sociedad constituida por cuerpos y como cuerpos; masculinos, femeninos, judíos, arios, negros, blancos, ricos, pobres. Aquí la autora maneja dos acepciones de la palabra cuerpo: la primera, como una metonimia de la biología, y la segunda, que enfatiza el auténtico carácter físico que ocupa la cultura occidental (cuerpo material como a las metáforas del cuerpo).
Al cuerpo se le otorga una lógica propia. Se cree que con solamente mirar a una persona pueden inferirse sus creencias y posición social. La razón por la que el cuerpo ha sido tan relevante en Occidente es que el mundo se percibe ante todo por la vista. Hay diferenciación de los cuerpos humanos en términos de sexo, color de piel y tamaño craneal; la contemplación invita a diferenciar. El cuerpo tiene una relevancia exagerada en la conceptualización occidental de la sociedad.
R.W. Connell señala que el cuerpo resulta inexorable en esta construcción y que en la visión occidental del mundo subyace una rígida cualidad física en las categorías de género; al menos, en la cultura occidental, el significado físico de la masculinidad y la femineidad es central a la interpretación cultural del género. Desde la antigüedad hasta en la modernidad, el género ha sido una categoría fundamental sobre la cual se han edificado las categorías sociales. De ahí que el género haya sido conceptualizado ontológicamente.
La jerarquía y las diferencias fueron consagradas en los cuerpos, por consiguiente, dualidades como naturaleza/cultura, público/privado y visible/invisible, son variaciones del tema del orden jerárquico corporal masculino/femenino, localizadas diferencialmente en relación con el poder y distanciadas espacialmente una de la otra. 
En el transcurso de la historia occidental, las justificaciones para la elaboración de las categorías “hombre” y “mujer” no han permanecido igual. Al contrario, han sido dinámicas. Aunque las fronteras se han desplazado y el contenido de cada categoría ha cambiado, las dos han permanecido en oposición binaria y en relación jerárquica. Por ello en Occidente, en lo relativo al asunto de la diferencia y la jerarquía social, el cuerpo ha sido posicionado, planteado, expuesto y re-expuesto continuamente como su causa. La sociedad se ve entonces como un reflejo exacto del legado genético; quienes posean una inevitable superioridad biológica ocuparán las posiciones sociales de superioridad. 

##### La biología y el orden social: ¿natural o construido?
Las diferencias entre machos y hembras se localizan en las prácticas sociales y no en hechos biológicos, fue una interpretación importante emergida apenas en la segunda ola del pensamiento feminista. La noción fue particularmente atractiva porque se le manejó en el sentido de que las diferencias de género no las decretaba la naturaleza: eran variables y por lo tanto modificables. Este giro condujo a la oposición entre el construccionismo social y el determinismo biológico como si fueran mutuamente excluyentes.
De hecho, en la experiencia occidental, la construcción social y el determinismo biológico han sido dos caras de la misma moneda, en tanto ambas ideas siguen reforzándose mutuamente. Básicamente, el señalamiento más importante no es que el género se construya socialmente, sino que en gran medida la biología en sí misma se construye socialmente y, por lo tanto, es inseparable de lo social.
La manera en que las categorías conceptuales de sexo y género funcionan en el discurso feminista está basada en la presuposición de que las ideas biológicas y las sociales pueden separarse y aplicarse universalmente. Así, el sexo se presenta como la categoría natural y el género como la construcción social de lo natural. Pero, en última instancia, resulta obvio que incluso el sexo tiene elementos de construcción. A pesar de todos los esfuerzos por separarles, la distinción entre sexo y género es falsa. En la conceptualización occidental, el género no puede existir sin el sexo dado que el cuerpo se asienta directamente como la base de ambas categorías. 
Sin embargo, la idea de que el género se construye socialmente es significativa desde un enfoque multicultural. En uno de los primeros textos feministas que avaló la tesis constructivista y la necesidad de una aproximación multicultural elemental, Suzzane J. Kessler y Wendy McKenna, escribieron que “al visualizar el género como una construcción social, es posible contemplar descripciones de otras culturas como evidencias de concepciones alternativas pero igualmente reales de lo que significa ser mujer u hombre”. Sin embargo, un supuesto fundamental de la teoría feminista es que, paradójicamente, la subordinación de las mujeres es universal; ambas ideas son contradictorias. La universalidad atribuida a la asimetría de género sugiere una base biológica más que una cultural, dado que la anatomía humana es universal mientras que la cultura se expresa en una infinidad de voces. Si el género se construye socialmente, entonces no puede comportarse de la misma forma a través del tiempo y el espacio. Si el género está construido socialmente, entonces debemos examinar los múltiples lugares arquitectónico/culturales donde se edifica, y reconocer que diversos actores concretos (colectivos, grupales, partidarios) son parte de la construcción. Así, siendo el género una construcción social, también es un fenómeno histórico y cultural; entonces resulta lógico suponer que en algunas sociedades la construcción de género jamás llegó a suceder. 

###### La “Sisterarchy”: el feminismo y su “Otra”.
El valor potencial del construccionismo social feminista occidental se trunca en buena medida porque el feminismo, como la mayoría del resto de las formulaciones teóricas occidentales que interpretan el mundo social, no puede alejarse del prisma biológico que inevitablemente percibe las jerarquías sociales como naturales. Por consecuencia, en los estudios multiculturales de género, los teóricos y las teóricas imponen categorías occidentales a culturas no-occidentales y luego proyectan dichas categorías como naturales.
El género no es a la cultura lo que el sexo es a la naturaleza; el género también es el medio discursivo/cultural a través del cual la “naturaleza sexuada” o “un sexo natural” se forman y establece. Dada la inseparabilidad de sexo y género en Occidente, la cual deriva del uso de la biología como una ideología para el mapeo del mundo social, los términos “sexo” y “género” son esencialmente sinónimos. En contraste, en la sociedad Yorùbá las relaciones sociales desprenden su legitimidad de hechos sociales, no de la biología. El embarazo y el parto son relevantes únicamente en relación con la procreación, como deben serlo.
Aunque en su origen, definición y práctica el feminismo es un discurso universalista, las preocupaciones y preguntas que le han dado forma son occidentales; y se asume que su audiencia se compone solamente de personas occidentales, ya que en sus escritos muchas de las teóricas tienden a usar la primera persona del plural “nosotras” y “nuestra cultura”. Sin embargo la sociedad Yorùbá del sudoeste de Nigeria implica un escenario distinto donde el cuerpo no siempre se usa como base de la clasificación social. Desde una perspectiva Yorùbá, el cuerpo parece tener una relevancia exagerada en el pensamiento y la práctica social occidentales, incluyendo a las teorías feministas.

## Postura de Karina Bidaseca
Mujeres blancas buscando salvar a las mujeres color café de los hombres color café. O reflexiones sobre desigualdad y colonialismo jurídico desde el feminismo poscolonial.
La autora se enfoca en los Estudios (Pos) coloniales en América Latina, para comprender la subalternidad femenina: por un lado, que racismo y colonialidad constituyen las relaciones de género, y por otro, que el feminismo blanco se inscribe en una narrativa imperialista local cuando se sostiene en lo que denominó como una retórica salvacionista de las mujeres color café.
De acuerdo a la feminista afroamericana bell hooks, permanece en el feminismo contemporáneo la idea de que la raíz de todos los problemas es el patriarcado y que la erradicación de la opresión sexista llevaría necesariamente a la eliminación de todas las demás formas de opresión. El hablar del patriarcado y no del racismo permite que las feministas blancas sigan actuando como explotadoras y opresoras. Sexismo, racismo y explotación de clase constituyen sistemas interrelacionados de dominación y determinan la agencia femenina, y permiten comprender la mencionada “retórica salvacionista” que construye el discurso imperialista o los pequeños imperialismos locales (Bidaseca, 2010).
Hay casos paradigmáticos para pensar los continuos intentos de algunas feministas blancas de silenciar a las mujeres de color/no blancas o bien, de hablar por ellas.

### Desde el Feminismo poscolonial. ¿Patriarcado? ¡No! Racismo.
El feminismo (heterosexual, blanco y burgués) escapa a estas críticas, cuando las diferencias de las mujeres del Tercer Mundo fueron borradas, subsumidas a la ilusión de una opresión en común. Las diferencias entre mujeres son el nuevo eje articulador del feminismo. Este cambio de eje se inscribe en el pensamiento próximo al “feminismo postcolonial” en la discusión sobre los rasgos que asumió el feminismo como “feminismo blanco occidental y heterosexista” y la preocupación sobre las diferencias históricas y culturales que podían afectar a la teoría y a la práctica política del feminismo. El Feminismo postcolonial reedita un feminismo del Tercer Mundo; aunque surgen problemas con esta denominación, que englobaría tanto a las mujeres oprimidas por la raza en el Primer Mundo como a las mujeres de países descolonizados.
Estas tensiones se retrotraen a la década de los setenta, en la que el feminismo chicano, negro, indígena y asiáticoamericano, reunido en el ejemplar libro “Esta puente mi espalda. Voces de mujeres tercermundistas en los Estados Unidos” (1988), constituiría el antecedente de lo que luego se llamaría feminismo postcolonial.
Las mujeres que cuestionan este feminismo son aquellas que observan otras ausencias sintomáticas de la agenda feminista: el racismo, lesbofobia, la colonización. En torno al llamado a la unidad del feminismo para luchar contra la opresión universal del patriarcado, las feministas que desconocían la opresión de raza y clase pospusieron y desecharon estas otras opresiones e impidieron ver sujetos racializados sexualizados y colonizados y la ubicación de estos sujetos en diferentes discursos racializados. En efecto, encontraron que la categoría de patriarcado era una forma de dominación masculina universal, ahistórica, esencialista e indiferenciada respecto de la clase o la raza y fue este el motivo de su cuestionamiento. Las mujeres indígenas afirman que no se identifican con la  categoría occidental. Esta cosmovisión está compuesta por entidades complementarias pero a la vez opuestas: masculino, femenino se complementan a la vez que se oponen, no se busca asegurar la superioridad masculina como en la cultura occidental.
Para la pensadora indígena Rosalía Paiva, el colonialismo occidental impuso en sus naciones por la fuerza una serie de costumbres y códigos que se practican como si fueran propias en desmedro de la mujer indígena, desde el silenciamiento en las asambleas comunales.
Algunos análisis que abordan la temática de género, sugieren que en las formaciones sociales prehispánicos existía una igualdad de género cuya matriz era una equitativa valoración de las tareas realizadas por ambos sexos indispensables para la continuidad de la vida campesina y el cumplimiento de las obligaciones imperiales; pero fueron desestructuradas con la colonización. La intervención de los mecanismos de control social precolombinos cedió paso al control de la Iglesia, la familia y el Estado en las relaciones de género, estableciendo como precedente una estructura de dominio masculino, eclesial y estatal hacia las mujeres. En este sentido, la occidentalización y la patriarcalización de los sistemas de género, pueden leerse como dos procesos paralelos.
El concepto de feminismo no ha sido tocado aún, ni reivindicado dentro del discurso indígena. Este concepto sigue estando identificado con el feminismo liberal urbano, para muchas mujeres indígenas tiene connotaciones separatistas que se alejan de sus concepciones de la necesidad de una lucha conjunta con sus compañeros indígenas por la tierra, territorio, autodeterminación como pueblos. El reto de su diversidad está en la reivindicación de un feminismo paritario indígena desarticulado por el colonialismo.

#### La voz, colonialidad y representación.
El silenciamiento es otras de las formas que adoptaron el colonialismo y, contemporáneamente, la colonialidad. La palabra subalterno trata de una situación en la que alguien está apartado de cualquier línea de movilidad social.
La subalternidad constituye un espacio de diferencia no homogéneo, que no es generalizable, que no configura una posición de identidad lo cual hace imposible la formación de una base de acción política. La mujer, el hombre, los niños que permanecen en ciertos países africanos, que ni siquiera pueden imaginar en atravesar el mar para llegar a Europa, condenados a muerte por la falta de alimentos y medicinas, esos son los subalternos.
El subalterno no puede hablar no porque sea mudo, sino porque carece de espacio de enunciación. Es la enunciación misma la que transforma al subalterno. Poder hablar es salir de la posición de la subalternidad, dejar de ser subalterno. El subalterno no necesariamente es un sujeto colonizado, excepto cuando es silenciado.

## Postura de Ochy Curiel
Ochy Curiel parte de la premisa como un acto de descolonización, que la separación entre teoría y práctica política como ha sido instalado en el imaginario social y sobre todo en el campo académico a partir de una herencia eurocéntrica, no existe como tal, porque entiendo que ambas producen discursos, cambios y transformaciones sociales. (Curiel, 2007).
Es la teoría feminista quien pone al descubierto todas aquellas estructuras y mecanismos ideológicos que reproducen la discriminación y exclusión, sobre todo hacia el grupo social de las mujeres, la mitad de la humanidad, aunque sus análisis permitan analizar otros grupos sociales y otras relaciones. (Curiel, 2007).
Como pioneros de este pensamiento crítico encontramos a Franz Fannon (1977) y a AimeCesaire (2000) intelectuales negros, en los años 30 y 50 respectivamente, quienes proponen la descolonización. Estos dos autores concibieron la descolonización no solo como una no dependencia entre metrópolis y colonias o entre países del norte y países del sur, sino como un desmontaje de las relaciones de poder y de concepciones del conocimiento que fomentan la reproducción de jerarquías raciales, geopolíticas y de imaginarios que fueron creadas en el mundo moderno/colonial. (Curiel, 2007).
Es desde el feminismo que el género cobra mayor importancia como categoría analítica. Su utilización teórica, epistemológica y política ha servido para desnaturalizar lo que significaba ser mujer, concebida como “lo otro” en relación con el paradigma masculino y explicar que las desigualdades entre los sexos no era una cuestión natural sino social e histórica. (Curiel, 2007)
Posteriormente Gayle Rubin en 1975, antropóloga norteamericana, utiliza el género en su concepto sistema sexo-género que definió como “el conjunto de disposiciones por el que una sociedad transforma la sexualidad biológica en productos de la actividad humana “(Rubin,[1975]1996:36). 
Con todo ello Rubin apuntaba a que el sexo es moldeado por intervención social, por tanto la subordinación de las mujeres es producto de las relaciones que organizan y producen la sexualidad y el género, por lo que hay que situar el origen de la opresión de las mujeres en lo social, no en la biología. (Rubin, 1996). 
Nicole Claude Mathieu, feminista materialista francesa fue de las primeras que abordó en 1973 esta cuestión. Para la autora, como para todas las materialistas, los hombres y las mujeres se definen por una relación social que es de clase, concretamente, son clases de sexo, relación que está ligada el sistema de producción, la división social del trabajo y la apropiación individual y colectiva. Es a partir de esa realidad sociológica que se crea la supuesta complementariedad entre los sexos y la dependencia entre hombres y mujeres. (Mathieu, 1973).
En ese sentido la bipartición de los géneros no tiene nada que ver con lo biológico sino con una definición ideológica. (Curiel, 2007).
Las afrofeministas cuestionan también la categoría, pues asume a las mujeres como grupo homogéneo sin diferenciarlas en sus contextos y su relación con la raza, por ejemplo. 
Aportan significativamente a desuniversalizar el concepto de mujer, incluso de mujeres, cuando estas están atravesadas por otras relaciones de poder, como es la raza y la sexualidad, evidenciando de manera concreta que la mujer, no existe, que es un mito también eurocentrado (Curiel, 2007)

### Características de los feminismos periféricos
Así pues, las identificaciones de sexo-género que defienden las ‘colonizadas’ son primordialmente relacionales e ‘históricas’. Y, puesto que provienen de lugares donde no se sintieron con fuerza las consecuencias de la Revolución Francesa ni la Revolución Industrial, no siempre están centradas en lo que ocurre en la familia nuclear. En este sentido, hay que admitir que los avances que se consiguieron en occidente durante la segunda ola de feminismos a partir del análisis de la familia nuclear, y de las relaciones que en su seno se daban entre hombres y mujeres, tuvieron –en esos países- enormes consecuencias en el orden social, político, e intelectual. Pero las diferentes perspectivas de análisis -liberal, marxista-socialista, psicoanalítica e incluso postestructuralista- giraban en torno al análisis crítico sobre las relaciones entre hombres y mujeres en las familias de clase media, nucleares –o en relación con ellas– que no han sido experimentados del mismo modo en los lugares donde la industrialización no ha tenido el mismo calado social o –incluso– por mujeres de clases sociales bajas. Quizá por eso, los feminismos de la segunda ola daban por sentada la existencia de intereses comunes en el grupo de mujeres y el grupo de hombres mientras que los feminismos de la tercera ola no tienen tan clara la focalización en ese grupo social de referencia.
Efectivamente, los feminismos de la segunda ola partían de la teorización de las mujeres como ‘esposas’ en familias nucleares –y de clase media–, lo que tiene importantes consecuencias
(Oyewumi, 2000: 1093-1098). La división de roles en esas familias nucleares -los hombres aportando los ingresos y las mujeres centradas en los trabajos domésticos y de cuidados – está en la base de la división de lo público y lo privado, y de la asignación de los roles sexuales. Pero en
África, se afirma, han existido otros modelos familiares. Según Oyewumi, se puede decir que allí las relaciones familiares no se basan en las relaciones matrimoniales, sino en las relaciones consanguíneas, de manera que, “la familia africana no existe como una entidad ligada espacialmente con el hogar desde el momento en que las mujeres pertenecen a sus familias de nacimiento, incluso aunque no residan con ellos” (Oyewumi, 2000: 1096-7).